# Vila Maluca
Vila Maluca foi um seriado de televisão brasileiro produzido e exibido pela RedeTV! entre 11 de outubro de 2004 e 28 de abril de 2006 em três temporadas. O projeto original foi criado por Márcio Tavolari, Edison Braga e Adriano Stuart e roteiros originais de Márcio Tavolari, Edison Braga e Ronaldo Ciambroni. Após a estreia, por divergências com a linha de criação imposta pela emissora que desagradava os autores, Stuart, Tavolari, Braga e Ciambroni deixaram o projeto, que passou a ser escrito por Claudia Dallaverde, Dionisio Jacob e Edu Salemi sob direção de Cláudio Callao. Era exibido de segunda à sexta-feira pela às 13h.

## Produção
O projeto foi concebido e escrito originalmente por Márcio Tavolari, Edison Braga e Ronaldo Ciambroni, com direção geral de Adriano Stuart, focado em uma vila em que os moradores mostravam assuntos educativos e de sustentabilidade. Porém, a direção geral da emissora optou por transformar a ideia original do seriado mais humorístico, fugindo do foco educacional para apostar em um humor pastelão, passando a autoria para Cláudia Dalla Verde, Dionísio Jacob e Edu Salemi. O novo formato começou a ser exibido no dia 11 de outubro de 2004 e esteve no ar durante cerca de três anos. O seriado foi considerado como uma versão brasileira de Chaves.

## Enredo
Em uma vila nada comum, os moradores vivem as mais cômicas situações. Quinho (Marquinhos Martini) e Gino (André Corrêa) estão sempre aprontando com os moradores, especialmente Seu Valentino (Duda Mamberti), o ranzinza dono da vila. Junto com Ripi-Ropi (Carlos de Niggro), o DJ que comanda a rádio do local, os três disputam a atenção da bela filha de Valentino, Gigi (Carine Quadros) – posteriormente substituída por Chuchu (Cris Lopes) no mesmo papel. No local ainda moram Dona Nautureba (Liza Vieira), uma vegetariana que ama a natureza e cuida de suas plantas como se fossem filhos, Dona Porpeta (Noemi Gerbelli), tia de Gino e uma cozinheira de mão cheia, que rivaliza com Dona Espinafra (Valquíria Martini), que nunca se dá bem nas receitas, além das irmãs Cornélia e Sibélia, que adoram praticar feitiçarias. Na segunda temporada, ainda surgem Morgane (Danielle Lima), sobrinha das bruxas e maior rival dos garotos em travessuras. As histórias, vividas pelos moradores da vila, traziam ao público infantil situações cômicas e inusitadas, bem próximas do cotidiano, colocadas de forma leve e descontraída.

## Elenco
| Ator               | Personagem                     | Temporadas | Temporadas | Temporadas |
| Ator               | Personagem                     | 1ª 2004    | 2ª 2005    | 3ª 2006    |
| ------------------ | ------------------------------ | ---------- | ---------- | ---------- |
| Marquinhos Martini | Quinho                         |            |            |            |
| André Corrêa       | Gino Porpeta                   |            |            |            |
| Carlos de Niggro   | Ripi-Ropi                      |            |            |            |
| Duda Mamberti      | Tino Valentino (Seu Valentino) |            |            |            |
| Noemi Gerbelli     | Dona Porpeta                   |            |            |            |
| Valquíria Martini  | Dona Espinafra                 |            |            |            |
| Liza Vieira        | Dona Natureba                  |            |            |            |
| Valéria Sândalo    | Cornélia                       |            |            |            |
| Luah Galvão        | Sibélia                        |            |            |            |
| Carine Quadros     | Gigi Valentino                 |            |            |            |
| Danielle Lima      | Morgane                        |            |            |            |
| Cris Lopes         | Chuchu Valentino               |            |            |            |